# Islamitische Commissie van Melilla
De Islamitische Commissie van Melilla (Spaans: Comision Islamica de Melilla) is een islamitische organisatie in de Spaanse exclave Melilla. De organisatie behartigt de belangen van de lokale moslimgemeenschap en fungeert als gesprekspartner met de autonome stad Melilla. Het organiseert ook betogingen, verspreidt en verdedigt de islamitische cultuur en gaat dialoog aan met andere geloofsgemeenschappen. Alle 13 moskeeën in de stad zijn aangesloten bij deze organisatie.